# Alfred Lotze (Mathematiker)
Paul Alfred Lotze (* 7. Dezember 1882 in Stuttgart; † 3. Oktober 1964 ebenda) war ein deutscher Mathematiker.

## Leben
Lotze besuchte das Eberhard-Ludwigs-Gymnasium in Stuttgart. Ab 1901 studierte er Mathematik und Physik an der Technischen Hochschule Stuttgart und der Universität Tübingen. 1906 legte er sein Lehramtsexamen für Mathematik und Physik ab und war dann Studienrat bis 1936, unter anderem am Karls-Gymnasium in Stuttgart. Er promovierte 1920 in Tübingen bei Gerhard Hessenberg (Die Grundgleichung der Mechanik insbesondere starrer Körper neu entwickelt nach Grassmanns Punktrechnung auf Anregung von Rudolf Mehmke), habilitierte sich 1924 an der TH Stuttgart und war danach dort Privatdozent. 
Ab 1930 war er nebenberuflicher außerordentlicher Professor und ab 1940 bis 1953 außerplanmäßiger Professor. Er lehrte an der TH Stuttgart bis um 1954. 
Er schrieb mit Christian Betsch und Hermann Rothe den Artikel Systeme geometrischer Analyse in der Enzyklopädie der mathematischen Wissenschaften, in dem zum Beispiel das Graßmannsche Kalkül und Quaternionen behandelt werden.
Sein Sohn Alfred Lotze (1915–1989) war von 1960 bis 1980 Professor und Leiter des damaligen Instituts für Nachrichtenvermittlung und Datenverarbeitung (IND) an der Technischen Hochschule, seit 1967 Universität in Stuttgart.

## Schriften
- Die Grundgleichungen der Mechanik insbesondere starrer Körper neu entwickelt mit Graßmanns Punktrechnung, B. G. Teubner, Leipzig Berlin 1922
- Punkt- und Vektorrechnung, W. de Gruyter. Göschens Lehrbücherei Gruppe 1 Band 13, Berlin Leipzig 1929
- Ein einfacher Weg zu den Differentialinvarianten der Flächentheorie, Jahresbericht DMV 52, 1942, S. 49–58
- Über die von Seydewitzsche Erzeugung von Quadriken und ihre m-dimensionale Verallgemeinerung, Jahresbericht DMV 63, 1960, S. 85–88